# Fernand Kaminski
Pas d'image ? Cliquez ici

a Compétitions nationales et continentales officielles uniquement.

b Matchs officiels uniquement.
Fernand Kaminski, né le 22 avril 1951 à Mazamet et mort le 16 août 1975 à Port-la-Nouvelle, est un joueur de rugby à XIII dans les années 1970.
Enfant de Mazamet, c'est en rugby à XIII qu'il effectue sa carrière sportive en rejoignant Albi avec lequel il remporte un titre de Coupe de France en 1974. Fort de ses performances en club, il est sélectionné à six reprises en équipe de France entre 1974 et 1975 disputant la Coupe du monde 1975.
Il meurt par noyade dans la mer Méditerranée le 16 août 1975 à Port-la-Nouvelle, son corps n'a jamais été retrouvé.

## Biographie
De famille treiziste, son frère est également joueur de rugby, il débute d'abord sa carrière sportive dans le club de rugby à XV de Mazamet.
Ce n'est qu'ensuite qu'il rejoindra le club de rugby à XIII d'Albi.
Mais, après la tournée de l'équipe de France en Australie de 1975, à laquelle il participe, il disparait. On retrouve alors ses vêtements sur une plage espagnole. Un mystère qui n'a jamais été éclairci.

## Palmarès
- Collectif : 
  - Vainqueur de la Coupe de France : 1974 (Albi).